# Dactylispa mixta
Dactylispa mixta es una especie de insecto coleóptero de la familia Chrysomelidae.
Fue descrita científicamente en 1961 por Kung & Tan.